# Општина Таско де Аларкон (Гереро)
Таско де Аларкон (шп. Taxco de Alarcón) општина је у Мексику у савезној држави Гереро. Општина се налази на надморској висини од 1931 м.

## Становништво
Према подацима из 2010. у општини је живело 104053 становника.

### Хронологија
| Година       | 2000                   | 2005                  | 2010                   |
| ------------ | ---------------------- | --------------------- | ---------------------- |
| Становништво | 100245 (48575 / 51670) | 98854 (47803 / 51051) | 104053 (50432 / 53621) |

### Попис
| \| \| м \| \| \| ж \| \| 0—2 \| 2.758 \| \| \| 2.565 \| \| 3—5 \| 3.126 \| \| \| 3.014 \| \| 6—11 \| 6.522 \| \| \| 6.365 \| \| 12—14 \| 3.340 \| \| \| 3.249 \| \| 15—17 \| 3.560 \| \| \| 3.214 \| \| 18—24 \| 6.299 \| \| \| 6.642 \| \| 60+ \| 5.097 \| \| \| 5.947 \| \| Просек : \| 28,5 \| \| \| 30,0 \| |       |  |  |       |
| |       |  |  |       |
| | м     |  |  | ж     |
| 0—2 | 2.758 |  |  | 2.565 |
| 3—5 | 3.126 |  |  | 3.014 |
| 6—11 | 6.522 |  |  | 6.365 |
| 12—14 | 3.340 |  |  | 3.249 |
| 15—17 | 3.560 |  |  | 3.214 |
| 18—24 | 6.299 |  |  | 6.642 |
| 60+ | 5.097 |  |  | 5.947 |
| Просек : | 28,5  |  |  | 30,0  |

| #   | Индикатор                                                                                        | Вредност |
| --- | ------------------------------------------------------------------------------------------------ | -------- |
| 1   | Становништво од 0 до 2 године                                                                    | 5323     |
| 2   | Мушко становништво од 0 до 2 године                                                              | 2758     |
| 3   | Женско становништво од 0 до 2 године                                                             | 2565     |
| 4   | Становништво са 3 и више година                                                                  | 98271    |
| 5   | Мушко становништво са 3 и више година                                                            | 47447    |
| 6   | Женско становништво са 3 и више година                                                           | 50824    |
| 7   | Становништво са 5 и више година                                                                  | 94199    |
| 8   | Мушко становништво са 5 и више година                                                            | 45364    |
| 9   | Женско становништво са 5 и више година                                                           | 48835    |
| 10  | Становништво са 12 и више година                                                                 | 79244    |
| 11  | Мушко становништво са 12 и више година                                                           | 37799    |
| 12  | Женско становништво са 12 и више година                                                          | 41445    |
| 13  | Становништво са 15 и више година                                                                 | 72655    |
| 14  | Мушко становништво са 15 и више година                                                           | 34459    |
| 15  | Женско становништво са 15 и више година                                                          | 38196    |
| 16  | Становништво са 18 и више година                                                                 | 65881    |
| 17  | Мушко становништво са 18 и више година                                                           | 30899    |
| 18  | Женско становништво са 18 и више година                                                          | 34982    |
| 19  | Становништво од 3 до 5 година                                                                    | 6140     |
| 20  | Мушко становништво од 3 до 5 година                                                              | 3126     |
| 21  | Женско становништво од 3 до 5 година                                                             | 3014     |
| 22  | Становништво од 6 до 11 година                                                                   | 12887    |
| 23  | Мушко становништво од 6 до 11 година                                                             | 6522     |
| 24  | Женско становништво од 6 до 11 година                                                            | 6365     |
| 25  | Становништво од 8 до 14 година                                                                   | 15337    |
| 26  | Мушко становништво од 8 до 14 година                                                             | 7785     |
| 27  | Женско становништво од 8 до 14 година                                                            | 7552     |
| 28  | Становништво од 12 до 14 година                                                                  | 6589     |
| 29  | Мушко становништво од 12 до 14 година                                                            | 3340     |
| 30  | Женско становништво од 12 до 14 година                                                           | 3249     |
| 31  | Становништво од 15 до 17 година                                                                  | 6774     |
| 32  | Мушко становништво од 15 до 17 година                                                            | 3560     |
| 33  | Женско становништво од 15 до 17 година                                                           | 3214     |
| 34  | Становништво од 18 до 24 године                                                                  | 12941    |
| 35  | Мушко становништво од 18 до 24 године                                                            | 6299     |
| 36  | Женско становништво од 18 до 24 године                                                           | 6642     |
| 37  | Женско становништво од 15 до 49 година                                                           | 28008    |
| 38  | Становништво са 60 и више година                                                                 | 11044    |
| 39  | Мушко становништво са 60 и више година                                                           | 5097     |
| 40  | Женско становништво са 60 и више година                                                          | 5947     |
| 41  | Однос између мушкараца и жена                                                                    | 94.05    |
| 42  | Становништво од нуле до 14 година                                                                | 30939    |
| 43  | Становништво од 15 до 64 године                                                                  | 64613    |
| 44  | Становништво од 65 година и више                                                                 | 8042     |
| 45  | Просечан број деце                                                                               | 2.52     |
| 46  | Становништво рођено у ентитету                                                                   | 95717    |
| 47  | Мушко становништво рођено у ентитету                                                             | 46403    |
| 48  | Женско становништво рођено у ентитету                                                            | 49314    |
| 49  | Становништво рођено у другом ентитету                                                            | 7267     |
| 50  | Мушко становништво рођено у другом ентитету                                                      | 3512     |
| 51  | Женско становништво рођено у другом ентитету                                                     | 3755     |
| 52  | Становништво од 5 година и више резидентно у ентитету у јуну 2005. године                        | 91574    |
| 53  | Мушко становништво старосног доба од 5 година и више, резидентно у ентитету у јуну 2005. године  | 43867    |
| 54  | Женско становништво старосног доба од 5 и више година, резидентно у ентитету у јуну 2005. године | 47707    |
| 55  | Становништво од 5 година и више које је живело у другом ентитету у јуну 2005. године             | 1302     |
| 56  | Мушко становништво старије од 5 година које је живело у другом ентитету у јуну 2005. године      | 642      |
| 57  | Женско становништво старије од 5 година које је живело у другом ентитету у јуну 2005. године     | 660      |
| 58  | Становништво од 3 године и више које говори аутохтони језик                                      | 2461     |
| 59  | Мушко становништво старо 3 године и више које говори аутохтони језик                             | 1225     |
| 60  | Женско становништво старо 3 године и више које говори аутохтони језик                            | 1236     |
| 61  | Становништво од 3 године и више које говори аутохтони језик и не говори шпански језик            | 19       |
| 62  | Мушко становништво старо 3 године и више које говори аутохтони језик и не говори шпански         | 7        |
| 63  | Женско становништво старо 3 године и више које говори аутохтони језик и не говори шпански језик  | 12       |
| 64  | Становништво старо 3 године и више које говори аутохтони језик и шпански                         | 2261     |
| 65  | Мушко становништво старо 3 године и више које говори аутохтони језик и шпански                   | 1120     |
| 66  | Женско становништво старо 3 године и више које говори аутохтони језик и шпански                  | 1141     |
| 67  | Становништво од 5 година и више које говори аутохтони језик                                      | 2424     |
| 68  | Становништво од 5 година и више које говори аутохтони језик и не говори шпански језик            | 19       |
| 69  | Становништво од 5 година и више које говори аутохтони језик и говори шпански језик               | 2233     |
| 70  | Становништво у домородачким домаћинствима                                                        | 4790     |
| 71  | Становништво са ограничењима у активностима                                                      | 4962     |
| 72  | Становништво са ограниченим ходањем или кретањем, горе или доле                                  | 2566     |
| 73  | Становници са ограничењима вида, чак и уз кориштење сочива                                       | 1332     |
| 74  | Становништво са ограничењима говора, комуникације или конверзације                               | 463      |
| 75  | Становништво са ограниченим слухом                                                               | 716      |
| 76  | Становништво са ограничењима при одевању, купању или јелу                                        | 194      |
| 77  | Становништво са ограничењима у опажању или учењу једноставних ствари                             | 181      |
| 78  | Становништво са менталним ограничењима                                                           | 497      |
| 79  | Становништво без ограничења активности                                                           | 98147    |
| 80  | Становништво од 3 до 5 година које не похађа школу                                               | 2362     |
| 81  | Мушко становништво од 3 до 5 година које не похађа школу                                         | 1196     |
| 82  | Женско становништво од 3 до 5 година које не похађа школу                                        | 1166     |
| 83  | Становништво од 6 до 11 година које не похађа школу                                              | 439      |
| 84  | Мушко становништво од 6 до 11 година које не похађа школу                                        | 222      |
| 85  | Женско становништво од 6 до 11 година које не похађа школу                                       | 217      |
| 86  | Становништво од 12 до 14 година које не похађа школу                                             | 556      |
| 87  | Мушко становништво од 12 до 14 година које не похађа школу                                       | 314      |
| 88  | Женско становништво од 12 до 14 година које не похађа школу                                      | 242      |
| 89  | Становништво од 15 до 17 година похађа школу                                                     | 4409     |
| 90  | Мушко становништво од 15 до 17 година похађа школу                                               | 2237     |
| 91  | Женско становништво између 15 и 17 година живота у школи                                         | 2172     |
| 92  | Становништво од 18 до 24 године похађа школу                                                     | 2913     |
| 93  | Мушко становништво од 18 до 24 године похађа школу                                               | 1372     |
| 94  | Женско становништво од 18 до 24 године похађа школу                                              | 1541     |
| 95  | Становништво од 8 до 14 година које не може да чита и пише                                       | 753      |
| 96  | Мушко становништво старосног доба од 8 до 14 година које не може да чита и пише                  | 431      |
| 97  | Женско становништво старосног доби од 8 до 14 година које не може да чита и пише                 | 322      |
| 98  | Становништво од 15 година и више које је неписмено                                               | 8421     |
| 99  | Мушко становништво од 15 година и више које је неписмено                                         | 3184     |
| 100 | Женско становништво од 15 година и више које је неписмено                                        | 5237     |
| 101 | Становништво старо 15 и више година без школовања                                                | 7632     |
| 102 | Мушко становништво старо 15 и више година без школовања                                          | 2927     |
| 103 | Женско становништво старо 15 и више година без школовања                                         | 4705     |
| 104 | Становништво старосног доба 15 и више година са непотпуним основним образовањем                  | 11266    |
| 105 | Мушко становништво старосног доба од 15 година и више са непотпуном основним образовањем         | 5484     |
| 106 | Женско становништво старосног доба 15 и више година са непотпуном основним образовањем           | 5782     |
| 107 | Становништво старо 15 и више година са комплетним основним образовањем                           | 12932    |
| 108 | Мушко становништво старо 15 година и више са комплетним основним образовањем                     | 6393     |
| 109 | Женско становништво старо 15 и више година са комплетним основним образовањем                    | 6539     |
| 110 | Становништво старосног доба 15 и више година са непотпуним средњим образовањем                   | 5100     |
| 111 | Мушко становништво старосног доба од 15 година и више са непотпуним средњим образовањем          | 2890     |
| 112 | Женско становништво старосног доба од 15 година и више са непотпуним средњим образовањем         | 2210     |
| 113 | Становништво старо 15 и више година са пуним секундарном образовањем                             | 14364    |
| 114 | Мушко становништво старосног доба од 15 година и више са пуним секундарном образовањем           | 7069     |
| 115 | Женско становништво старосног доба од 15 година и више са пуним секундарном образовањем          | 7295     |
| 116 | Становништво старије од 18 година са постосновним образовањем                                    | 19509    |
| 117 | Мушко становништво старије од 18 година са постосновним образовањем                              | 8883     |
| 118 | Женско становништво старије од 18 година са постосновним образовањем                             | 10626    |
| 119 | Просечна оцена школовања                                                                         | 7.62     |
| 120 | Просечан ниво образовања мушке популације                                                        | 7.68     |
| 121 | Просечан ниво образовања женског становништва                                                    | 7.56     |
| 122 | Економски активно становништво                                                                   | 41019    |
| 123 | Економски активна мушка популација                                                               | 27611    |
| 124 | Економски активна женска популација                                                              | 13408    |
| 125 | Становништво које није економски активно                                                         | 37810    |
| 126 | Мушко становништво које није економски активно                                                   | 9917     |
| 127 | Женско становништво које није економски активно                                                  | 27893    |
| 128 | Запослено становништво                                                                           | 39248    |
| 129 | Запослено мушко становништво                                                                     | 26122    |
| 130 | Запослено женско становништво                                                                    | 13126    |
| 131 | Незапослена популација                                                                           | 1771     |
| 132 | Незапослена мушка популација                                                                     | 1489     |
| 133 | Незапослена женска популација                                                                    | 282      |
| 134 | Становништво без права на здравствене услуге                                                     | 41264    |
| 135 | Становништво које има право на здравствене услуге                                                | 62151    |
| 136 | Становништво које има право на ИМСС                                                              | 16834    |
| 137 | Становништво које има право на социјално осигурање                                               | 4841     |
| 138 | Становништво које има право на државно социјално осигурање                                       | 91       |
| 139 | Становништво које има право на опште осигурање или здравствено осигурање за нову генерацију      | 39288    |
| 140 | Становништво које је било једном или није било у браку током 12 година и више                    | 27726    |
| 141 | Венчано или уједињено становништво од 12 година и више                                           | 43292    |
| 142 | Становништво које је било у браку или уједињено 12 година и више                                 | 8107     |
| 143 | Становништво са католичком религијом                                                             | 93796    |
| 144 | Протестанти, еванђелисти и библијски следбеници различити од еванђелиста                         | 7160     |
| 145 | Становништво са другим религијама различитим од претходних                                       | 187      |
| 146 | Становништво без религије                                                                        | 1605     |
| 147 | Укупно пописаних домаћинства                                                                     | 26762    |
| 148 | Пописна домаћинства на челу са мушкарцима                                                        | 19992    |
| 149 | Пописна домаћинства на челу са женама                                                            | 6770     |
| 150 | Становништво у пописним домаћинствима                                                            | 103477   |
| 151 | Становништво у пописним домаћинствима на челу са мушкарцима                                      | 81699    |
| 152 | Становништво у пописним домаћинствима на челу са женама                                          | 21778    |
| 153 | Укупно домаћинстава                                                                              | 33121    |
| 154 | Укупно насељених домаћинстава                                                                    | 26912    |
| 155 | Укупно приватних кућа                                                                            | 32971    |
| 156 | Насељени приватни домови                                                                         | 26762    |
| 157 | Укупно насељених приватних кућа                                                                  | 26905    |
| 158 | Ненасељене приватне куће                                                                         | 4707     |
| 159 | Појединачна домаћинства за привремену употребу                                                   | 1502     |
| 160 | Становници у насељеним приватним кућама                                                          | 103477   |
| 161 | Насељеност станара у приватним становима                                                         | 3.87     |
| 162 | Просечно становника по соби у приватним насељеним домаћинствима                                  | 1.27     |
| 163 | Појединачна домаћинства са подовима од различитих материјала од земље                            | 22725    |
| 164 | Појединачна домаћинства у приземљу                                                               | 3917     |
| 165 | Појединачна домаћинства са једном спаваћом собом                                                 | 12905    |
| 166 | Појединачна домаћинства са две спаваће собе и више                                               | 13767    |
| 167 | Појединачна домаћинства са једним собом                                                          | 4122     |
| 168 | Појединачна домаћинства са две собе                                                              | 6473     |
| 169 | Појединачна домаћинства са 3 собе и више                                                         | 16056    |
| 170 | Појединачна домаћинства која имају електрично светло                                             | 26350    |
| 171 | Појединачна домаћинства која немају електрично светло                                            | 317      |
| 172 | Појединачна домаћинства која имају водоводну воду у стамбеном простору                           | 18909    |
| 173 | Појединачна домаћинства која немају водоводну воду у стамбеном простору                          | 7738     |
| 174 | Појединачна домаћинства која имају тоалет                                                        | 23949    |
| 175 | Појединачна домаћинства која имају канализацију                                                  | 23445    |
| 176 | Појединачна домаћинства која немају канализацију                                                 | 3029     |
| 177 | Појединачна домаћинства која имају електрично светло, довод воде из јавне мреже и канализацију   | 17610    |
| 178 | Појединачна домаћинства без икаквих услова                                                       | 978      |
| 179 | Појединачна домаћинства која имају радио                                                         | 21363    |
| 180 | Појединачна домаћинства која имају телевизор                                                     | 24132    |
| 181 | Појединачна домаћинства која имају фрижидер                                                      | 20900    |
| 182 | Појединачна домаћинства која имају машину за веш                                                 | 10792    |
| 183 | Појединачна домаћинства која имају аутомобил или комби                                           | 6633     |
| 184 | Појединачна домаћинства која имају рачунар                                                       | 4596     |
| 185 | Појединачна домаћинства која имају фиксну телефонску линију                                      | 12192    |
| 186 | Појединачна домаћинства која имају мобилни телефон                                               | 12695    |
| 187 | Појединачна домаћинства која имају приступ интернету                                             | 3360     |